# Uhrwerk Verlag
Der Uhrwerk Verlag ist ein Rollenspiel-Verlag aus Köln.

## Geschichte
Der Verlag wurde 2009 von Patric Götz, der zuvor bei Ulisses Spiele gearbeitet hatte, in Erkrath gegründet. 2012 zog der Uhrwerk Verlag nach Köln um. 2013 wurden Nicole Heinrichs und Uli Lindner offizielle Mitarbeiter, 2015 kamen Tilman Hakenberg und Heimke Husmann dazu und 2016 Kathrin Dodenhoeft. 2016 übernahm der Uhrwerk Verlag den Rollenspiel- und Fantasy-Belletristik-Verlag Feder & Schwert. Ende des Jahres 2016 trat Thomas Römer an die Stelle von Tilman Hakenberg. Uli Lindner übernahm die Leitung der Redaktion. 2017 kamen Judith Antonowitsch und Aşkın-Hayat Doğan dazu, 2018 Friederike Bold, Felix Hensell, Tina Giesler und Aimée M. Ziegler-Kraska.
Am 29. Mai 2019 meldete der Verlag Insolvenz an. In diesem Rahmen wurden auch fast alle festangestellten Redakteure entlassen. Seit Januar 2020 wird der Uhrwerk Verlag wieder eigenständig von Geschäftsführer Patric Götz geführt.

## Produkte des Verlags
Die ersten Spiele des Verlags waren die deutschen Übersetzungen von Hollow Earth Expedition und Deadlands Classic sowie Veröffentlichungen zu dem Das-Schwarze-Auge-Kontinent Myranor unter Sublizenz.
Zu diesen Spielen kamen Eigenproduktionen wie Malmsturm, Contact und Dungeonslayers sowie die Übersetzungen von Legend of the Five Rings und des Der-Herr-der-Ringe-Rollenspiels The One Ring als Der Eine Ring. Zum Verlagsprogramm gehört seit 2013 auch die Übersetzung in die englische Sprache unter dem Verlagsnamen Clockwork Publishing. Mit einem Crowdfunding für eine Übersetzung der deutschen Version des Steampunk-Rollenspiels Space: 1889 wurde die für 2014 geplante englische Version des Spiels finanziert. Außerdem hat der Uhrwerk Verlag 2014 mit Splittermond ein eigenes Rollenspielsystem veröffentlicht, das seitdem durch zahlreiche Publikationen erweitert wurde.
Die Sublizenzen für Myranor und Tharun wurden 2017 beendet, seitdem hat Ulisses Spiele die alleinigen Rechte. Im Februar 2018 veröffentlichte der Uhrwerk Verlag die Übersetzung des schwedischen Postapokalypse-Rollenspiels Mutant: År Noll aus der Mutant-Reihe als Mutant: Jahr Null.